# Irénée Faustin Fréchon
Pour les articles homonymes, voir Fréchon.
Irénée Faustin Fréchon, né le 28 juin 1804 à Hesdin et mort le 5 avril 1852 à Arras, est un homme d'église et homme politique français.

## Biographie
Il entra dans les ordres en 1827, fut nommé vicaire à Vitry-en-Artois, et fut longtemps professeur de droit canon au séminaire d'Arras. En 1832, sur sa demande, il alla soigner les cholériques de Frévent. En 1841, il fut nommé chanoine titulaire de la cathédrale d'Arras, et prêcha avec succès des stations dans les principales villes de France et à Londres. 
Le 23 avril 1848, il fut élu représentant du Pas-de-Calais à l'Assemblée constituante. Il siégea à droite, fit partie du comité des cultes, et vota pour le bannissement de la famille d'Orléans, pour le décret sur les clubs, pour les poursuites contre Louis Blanc et Caussidière, pour le maintien de l'état de siège, contre l'abolition de la peine de mort, pour l'impôt proportionnel, contre l'incompatibilité des fonctions, contre l'amendement Grévy, contre la sanction de la constitution par le peuple, pour l'ensemble de la constitution, pour l'interdiction des clubs, pour l'expédition de Rome. 
Réélu à l'Assemblée législative, le 13 mai 1849, il fit partie de la réunion de la rue de Poitiers et soutint de ses votes la politique conservatrice.
Il fut membre de l'Académie des sciences, lettres et arts d'Arras et de la Société des antiquaires de Morinie.

## Sources
- « Irénée Faustin Fréchon », dans Adolphe Robert et Gaston Cougny, Dictionnaire des parlementaires français, Edgar Bourloton, 1889-1891 [détail de l’édition]